# Tim Daly
Tim Daly właśc. James Timothy Daly (ur. 1 marca 1956 w Nowym Jorku) – amerykański aktor, producent i reżyser.

## Życiorys

### Wczesne lata
Przyszedł na świat w Nowym Jorku jako jedyny syn i najmłodsze czwarte dziecko pary aktorskiej – Mary Hope (z domu Newell) i Jamesa Firmana Daly’ego (ur. 1918, zm. 1978). Jego rodzina miała korzenie irlandzkie, angielskie, szkockie i niemieckie.

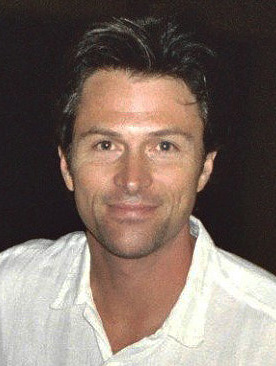
Tim Daly, 1995

Dorastał ze starszymi siostrami: Pegeen (ur. 1943), Tyne (ur. 21 lutego 1946), która zdobyła popularność jako detektyw Mary Beth Lacey w Cagney i Lacey, i Glynnis (ur. 1948), która została żoną kompozytora Marka Snowa.

### Kariera
Mając siedem lat zadebiutował na scenie Bucks County Playhouse w New Hope, w stanie Pensylwania w sztuce Jean Kerr Jenny całuje mnie (Jenny Kissed Me) u boku swoich rodziców i sióstr. W wieku dziesięciu lat pojawił się po raz pierwszy na małym ekranie w telewizyjnej adaptacji sztuki Henrika Ibsena i Wróg ludu (An Enemy of the People, 1966) Arthura Millera. Marzył jednak o karierze sportowej, zastanawiał się także nad zawodem lekarza i prawnika. W 1978 wystąpił w letnim giełdowym teatrze w adaptacji spektaklu Jeździec (Equus) jako 17–letni stajenny, który w rytualnej ceremonii oślepia szóstkę koni. W 1979 otrzymał licencjat na wydziale teatru i literatury w Bennington College w Bennington, w stanie Vermont i powrócił do Nowego Jorku, gdzie kontynuował studia w dziedzinie aktorstwa i śpiewu.
Jego pierwsza przygoda z kinem rozpoczęła się od komediodramatu Barry’ego Levinsona Diner (1982) u boku Steve’a Guttenberga, Mickeya Rourke i Kevina Bacona. Następnie wystąpił w komedii Dokładnie taka, jaka jesteś (Just the Way You Are, 1984) z Michaelem Ontkeanem i komedii fantasy Między niebem a ziemią (Made in Heaven, 1987) u boku Timothy’ego Huttona i Kelly McGillis.
Znacznie lepiej jednak powiodło mu się w telewizji. W miniserialu CBS Tylko Manhattan (I’ll Take Manhattan, 1987) na podstawie powieści Judith Krantz wcielił się w postać Toby’ego Amberville, niewidomego starszego syna magnata prasowego. Pierwszą główną rolą telewizyjną był Norman Foley w melodramacie CBS Prawie dorosły (Almost Grown, 1988).

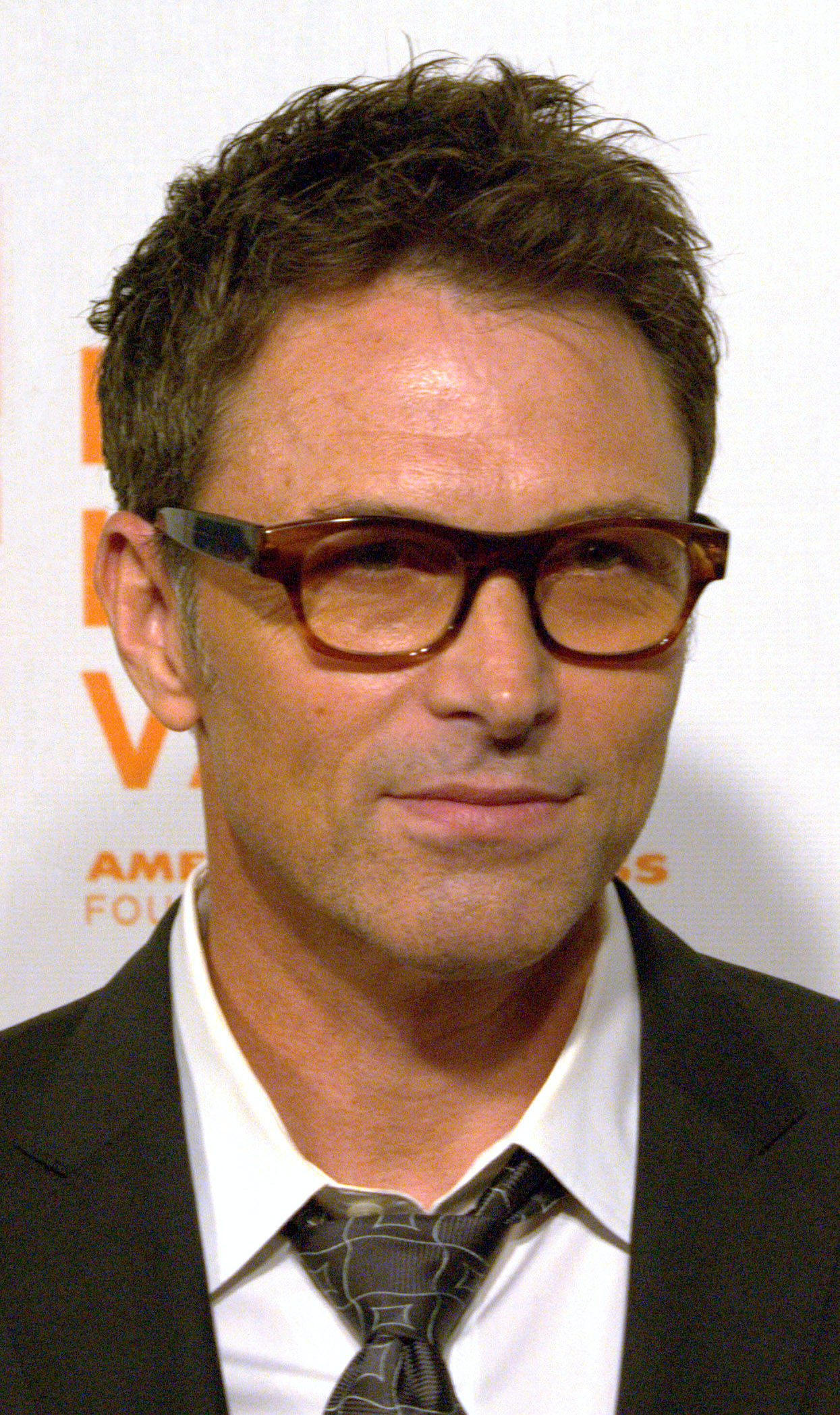
Tim Daly, 2009

Sławę zawdzięcza roli pilota Joego Hacketta, posiadającego własną firmę przewozową na małym lotnisku Sandpiper Air na wyspie Nantucket w sitcomie NBC Skrzydła (Wings, 1990−1995). Początkowo do roli Joego w Skrzydłach producenci telewizyjni chcieli zaangażować Kevina Conroya (znanego jako Barta Fallmonta, kochanka Stevena Carringtona w Dynastii).
Zyskał na popularności kreacją doktora Richarda Kimble, chirurga z Chicago, niesłusznie oskarżonego i skazanego za zabicie swojej bogatej żony w serialu sensacyjnym Ścigany (The Fugitive, 2000–2001), remake’u z 1963. Pojawił się w dwunastu odcinkach serialu kryminalnego ABC Oczy (Eyes, 2005). Za postać J.T. Dolana, scenarzysty walczącego z uzależnieniem od hazardu i narkotyków w serialu HBO Rodzina Soprano (The Sopranos, 2006) był nominowany do nagrody Emmy.
Występował w produkcjach off-broadwayowskich i na scenach Broadwayu, w takich spektaklach jak Coastal Disturbances Tiny Howe (za swoją rolę w tym przedstawieniu otrzymał nagrodę Theatre World Award) oraz w 2006 w przedstawieniu Bunt na okręcie U.S.S. Caine (The Caine Mutiny Court-Martial) u boku Davida Schwimmera i Željko Ivanka.
Zajął się także dubbingiem. Użyczył swojego głosu legendarnemu bohaterowi komiksowemu Supermanowi w filmach, grach komputerowych i serialach animowanych.
W 1997 razem z J. Todd Harrisem założył studio producenckie Daly-Harris Productions. Wśród filmów wyprodukowanych przez Daly-Harris Productions znajdują się telefilmy Egzekucja sprawiedliwości (Execution of Justice, 1999), Urbania (2000) oraz Tick Tock (2000).
Daly został także właścicielem studia producenckiego Red House Entertainment, które założył z Amy Van Nostrand oraz przyjacielem Steve’em Burleighem. Wśród filmów wyprodukowanych przez studio znajdują się m.in. wyróżniony nagrodami Peabody i Humanitas Prize Mocne uderzenie (Edge of America) oraz jego debiut reżyserski Osierocona (Bereft).
Tim Daly wraz z byłą żoną założyli także Wandering Park Productions, poprzez które wyprodukowali obsypany nagrodami spektakl teatralny na podstawie sztuki Vincenta Cardinala A Colorado Catechism, w którym obydwoje wystąpili. Za swój występ w sztuce Daly i jego była żona w 1993 otrzymali nagrody DramaLogue dla najlepszego aktora dramatycznego i najlepszej aktorki dramatycznej.

## Życie prywatne
18 września 1982 poślubił aktorkę Amy Van Nostrand. Mają dwoje dzieci: syna Sama (ur. 1984) i córkę Emelyn (ur. 1989). Jednak w 2010 roku doszło do rozwodu. W grudniu 2014 związał się z Téą Leoni, którą poznał na planie serialu Madam Secretary. Po ponad 11 latach związku, w lipcu 2025 zdecydowali się na ślub.
Zaprzeczył w wywiadach pogłoskom, że jego dziadkiem był Earl Warren – polityk i prawnik.

## Filmografia

### Filmy fabularne
| Rok  | Tytuł                                                                 | Rola                                 | Reżyser           |
| 1982 | Diner                                                                 | William „Billy” Howard               | Barry Levinson    |
| 1984 | Dokładnie taka, jaka jesteś (Just the Way You Are)                    | Frank Bantam                         | Édouard Molinaro  |
| 1987 | Między niebem a ziemią (Made in Heaven)                               | Tom Donnelly                         | Alan Rudolph      |
| 1988 | Czarownica (Spellbinder)                                              | Jeff Mills                           | Janet Greek       |
| 1989 | Wiem, że wiesz (The More You Know)                                    | w roli samego siebie                 |                   |
| 1990 | Pieniądze albo miłość (Love or Money)                                 | Chris Murdoch                        | Todd Hallowell    |
| 1992 | Rok komety (Year of the Comet)                                        | Oliver Plexico                       | Peter Yates       |
| 1994 | Obserwator (Caroline at Midnight)                                     | detektyw Ray Dillon                  | Scott McGinnis    |
| 1995 | Doktor Jekyll i panna Hyde (Dr. Jekyll and Ms. Hyde)                  | doktor Richard Jacks                 | David Price       |
| 1995 | Tu mówi Denise (Denise Calls Up)                                      | Frank Oliver                         | Hal Salwen        |
| 1996 | Partner (The Associate)                                               | Frank                                | Donald Petrie     |
| 1997 | Batman i Superman (The Batman/Superman Movie, TV)                     | Clark Kent / Superman (głos)         | Toshihiko Masuda  |
| 1998 | Moja miłość (The Object Of My Affection)                              | dr Robert Joley                      | Nicholas Hytner   |
| 1999 | Siedem narzeczonych (Seven Girlfriends)                               | Jesse Campbell                       | Paul Lazarus      |
| 2003 | Sekcja 8. (Basic)                                                     | Bill Styles                          | John McTiernan    |
| 2004 | Zwrot do nadawcy (Return to Sender)                                   | Martin North                         | Bille August      |
| 2004 | Królowa ringu (Against the Ropes)                                     | Gavin Reese                          | Charles S. Dutton |
| 2004 | Osierocona (Bereft)                                                   | Wujek „Happy”                        | Tim Daly          |
| 2005 | Mój sąsiad Totoro (Tonari no Totoro)                                  | Prof. Tatsuo Kusakabe, ojciec (głos) | Hayao Miyazaki    |
| 2006 | Superman: Brainiac Attacks                                            | Clark Kent / Superman (głos)         | Curt Geda         |
| 2006 | Dobra uczennica (The Good Student)                                    | Ronald Gibb                          | David Ostry       |
| 2006 | Generation Boom                                                       | w roli samego siebie                 |                   |
| 2009 | Sceptyk (The Skeptic)                                                 | Bryan Becket                         | Tennyson Bardwell |
| 2009 | Superman/Batman: Wrogowie publiczni (Superman/Batman: Public Enemies) | Clark Kent / Superman (głos)         | Sam Liu           |
| 2009 | PoliWood (dokumentalny)                                               | w roli samego siebie                 | Barry Levinson    |
| 2010 | Superman/Batman: Apokalipsa (Superman/Batman: Apocalypse)             | Clark Kent / Superman (głos)         | Lauren Montgomery |
| 2010 | Dilf (krótkometrażowey)                                               | Jake Holt                            | Geoffrey Edwards  |
| 2012 | Liga Sprawiedliwych: Zagłada (Justice League: Doom)                   | Clark Kent / Superman (głos)         | Lauren Montgomery |
| 2013 | After Darkness                                                        | Raymond Beaty Sr.                    | Batan Silva       |
| 2013 | Waking                                                                | Jonathan                             | Ben Shelton       |
| 2014 | Low Down                                                              | Dalton                               | Jeff Preiss       |
| 2015 | A Rising Tide                                                         | Tom Blake                            | Ben Hickernell    |
| 2015 | Submerged                                                             | Hank                                 | Steven C. Miller  |

### Filmy TV
| Rok  | Tytuł                                                     | Rola                             | Reżyser            |
| 1966 | Wróg ludu (An Enemy of the People)                        | Morten Stockmann                 | George Schaefer    |
| 1984 | Poślubić modelkę (I Married a Centerfold)                 | Kevin Coates                     | Peter Werner       |
| 1985 | Przegrana miłość (Mirrors)                                | Chris Philips                    | Harry Winer        |
| 1986 | Daniel Rakieta (The Rise & Rise of Daniel Rocket)         | Richard                          | Emile Ardolino     |
| 1989 | Czerwona ziemia, biała ziemia (Red Earth, White Earth)    | Guy Pehrsson                     | David Greene       |
| 1993 | Oblężenie Waco (In the Line of Duty: Ambush in Waco)      | David Koresh                     | Dick Lowry         |
| 1994 | Świadek egzekucji (Witness to the Execution)              | Dennis Casterline                | Tommy Lee Wallace  |
| 1994 | Niepokój serca (Dangerous Heart)                          | Angel Perno                      | Michael Scott      |
| 1999 | Egzekucja sprawiedliwości(Execution of Justice)           | Dan White                        | Leon Ichaso        |
| 1999 | Portret intymny: Tyne Daly (Intimate Portrait: Tyne Daly) | Narrator                         |                    |
| 2000 | Podzielony dom (A House Divided)                          | Charles Dubose                   | John Kent Harrison |
| 2002 | Kim jesteś przybyszu? (The Outsider)                      | Johnny Gault                     | Randa Haines       |
| 2003 | Szalone dni (Wilder Days)                                 | John Morse                       | David M. Evans     |
| 2003 | Mocne uderzenie (Edge of America)                         | Leroy McKinney (także producent) | Chris Eyre         |

### Seriale TV
| Rok       | Tytuł                                                                  | Rola                            | Uwagi                                  |
| 1981      | Posterunek przy Hill Street (Hill Street Blues)                        | Dann                            | odc. „Gatorbait”                       |
| 1983      | Czwórka Ryana (Ryan’s Four)                                            | dr Edward Gillian               | odc. „Ryan’s Four”                     |
| 1986      | Alfred Hitchcock przedstawia (Alfred Hitchcock Presents)               | Scott                           | odc. „Enough Rope for Two”             |
| 1987      | Tylko Manhattan (I'll Take Manhattan)                                  | Toby Amberville                 |                                        |
| 1988−1989 | Prawie dorosły (Almost Grown)                                          | Norman Foley                    |                                        |
| 1989      | Gość Północy (Midnight Caller)                                         | Elliot Chase                    | odc. „Watching Me, Watching You”       |
| 1990-97   | Skrzydła (Wings)                                                       | Joseph 'Joe' Montgomery Hackett |                                        |
| 1993      | Queen                                                                  | Pułkownik James Jackson Jr.     |                                        |
| 1995      | Larroquette (The John Larroquette Show)                                | Thor Merrick, ex-mąż Catherine  | odc. „Bad Pennies”                     |
| 1998      | Z Ziemi do księżyca (From the Earth to the Moon)                       | astronauta James Lovell         |                                        |
| 1999      | Sztorm stulecia (Storm of the Century)                                 | Mike Anderson                   |                                        |
| 2000–2001 | Ścigany (The Fugitive)                                                 | Dr Richard Kimble               |                                        |
| 2002      | Detektyw Monk (Monk)                                                   | Tim Daly                        | odc. „Mr. Monk and the Airplane”       |
| 2003      | Potyczki Amy (Judging Amy)                                             | Monty Fisher                    | odc. „Shock and Awe”                   |
| 2004–2007 | Rodzina Soprano (The Sopranos)                                         | Scenarzysta J.T. Dolan          |                                        |
| 2005      | Ryzykanci (Eyes)                                                       | Harlan Judd                     |                                        |
| 2006      | Pani prezydent (Commander in Chief)                                    | Cameron Manchester              | odc. „Happy Birthday, Madam President” |
| 2006–2009 | Zakładnicy (The Nine)                                                  | detektyw Nick Cavanaugh         |                                        |
| 2007      | Prawo i porządek: sekcja specjalna (Law & Order: Special Victims Unit) | wielebny Jeb Curtis             | odc. „Sin”                             |
| 2007      | Chirurdzy (Grey’s Anatomy)                                             | dr Peter „Pete” Wilder          |                                        |
| 2007–2012 | Prywatna praktyka (Private Practice)                                   | dr Peter „Pete” Wilder          |                                        |
| 2013      | Hawaii Five-0                                                          | Ray                             | odc. „A'ale Ma'a Wau”                  |
| 2014      | Świat według Mindy (The Mindy Project)                                 | Charlie Lang                    |                                        |
| 2014      | Rozpalić Cleveland (Hot in Cleveland)                                  | Mitch                           |                                        |
| 2014-     | Madam Secretary                                                        | Henry McCord                    |                                        |

## Role teatralne

### Broadway
- 1987: Coastal Disturbances Tiny Howe – Circle in the Square Theatre (Broadway debiut), Nowy Jork jako Leo Hart
- 2006: Bunt na okręcie U.S.S. Caine (The Caine Mutiny Court-Martial) Hermana Wouk – Gerald Schoenfeld Theatre Nowy Jork jako prokurator Lt. Cmdr. John Challee

### Off-Broadway
- 1984: Fables For Friends – Playwrights Horizon (Off-Broadway debiut) jako Trevor/Chris/Nicky/Victor/Eddie
- 1985: Oliver, Oliver – Manhattan Theatre Club, Nowy Jork jako Oliver Oliver
- 1986: The Rise & Rise of Daniel Rocket Petera Parnella – (Off-Broadway), Nowy Jork jako Richard
- 1986: Coastal Disturbances Tiny Howe – McGinn-Cazale Theatre, Nowy Jork jako Leo Hart
- 2003: Strach przed lataniem (Fear of Flying at 30) Erica Jong – Manhattan Theatre Club, Nowy Jork
- 2003: The Exonerated – 45 Bleecker, Nowy Jork

### Off-Off-Broadway
- 2005: Henry Flamethrowa Johna Belluso – Studio Dante, Nowy Jork jako Peter Rhamelower

### Inne sceny teatralne
- 1963: Jenny całuje mnie (Jenny Kissed Me) w Bucks County Playhouse, New Hope, w stanie PA
- 1978: Equus Petera Schaffera – jako Alan Strang
- 1981: The Fifth Of July – Trinity Square Repertory, Providence
- 1981: The Buried Child – Trinity Square Repertory, Providence
- 1981: Myszy i ludzie (Of Mice and Men) Johna Steinbecka – Trinity Square Repertory Company, Providence
- 1983: Mass Appeal Billa C. Davisa – Trinity Square Repertory, Providence
- 1983: Przystanek autobusowy (Bus Stop) Williama Inge – Trinity Square Repertory, Providence
- 1983: Kabaret (The Cabaret) – Williamstown Playhouse
  - Święta Bożego Narodzenia Carol (Christmas Carol) – Trinity Square Repertory Company, Providence
  - Listy miłosne (Love Letters) A.R. Gurneya – Canon Theater – jako Andrew Makepiece Ladd III
  - Dugout – Mark Taper Forum Lab
  - Lew w zimie (The Lion In Winter) Jamesa Goldmana – Windham Repertory
  - Szklana menażeria (The Glass Menagerie) Tennessee Williamsa – Santa Fe Festival Theatre
  - Listy miłosne (Love Letters) A.R. Gurneya – Trinity Square Repertory Company, Providence, Rhode Island – jako Andrew Makepiece Ladd III
- 1983: Nóż w sercu (A Knife in the Heart) Susan Yankowitz – Williamstown Playhouse – jako Donald Holt
- 1985: Paris Bound Philipa Barry’ego – Berkshire Theatre Festival
- 1987: Studium w szkarłacie (A Study in Scarlet) Arthura Conana Doyle’a – Williamstown Playhouse – jako Jefferson Hope
- 1993: The Colorado Catechism Vincenta J. Cardinala – Coast Playhouse Los Angeles jako Ty Wain
- 2000: Ancestral Voices A.R. Gurneya – George Street Playhouse, New Brunswick
- 2004: Cabaret & Main – Williamstown Playhouse

## Nagrody

### Nagrody wygrane
- 1987 – Theatre World Award w kategorii Najlepszy Debiut za rolę w sztuce Coastal Disturbances
- 1993 – Dramalogue Award dla najlepszego aktora za rolę w sztuce The Colorado Catechism Vincenta J. Cardinala
- 2000 – nagroda GLAAD Media w kategorii Najlepszy Film Telewizyjny (Outstanding TV Movie) jako producent filmu Egzekucja sprawiedliwości(Execution of Justice)
- 2000 – Golden Satellite Award dla najlepszego aktora w serialu telewizyjnym za rolę Dr Richarda Kimble w serialu Ścigany
- 2005 – Peabody Award w kategorii Peabody Award Image jako producent filmu Mocne Uderzenie (Edge of America)
- 2008 – Excellence in Acting Award: doroczna nagroda przyznawana na festiwalu filmowym Vail Film Festival

### Nominacje
- 2001 – Screen Actors Guild Award dla najlepszego aktora w serialu za rolę Dr Richarda Kimble w serialu Ścigany
- 2001 – TV Guide Award w kategorii Aktor Roku w serialu za rolę Dr Richarda Kimble w serialu Ścigany
- 2005 – TV Land w kategorii Favorite Airborne Character(s) za rolę w serialu Skrzydła (wspólnie ze Stevenem Weberem)
- 2006 – Daytime Emmy w kategorii Outstanding Performer in a Children/Youth/Family Special za Egde of America
- 2007 – Creative Arts Emmy za rolę w Rodzina Soprano